# Toni Hagen
Toni Hagen (Luzern, 17 augustus 1917 - Lenzerheide, 18 april 2003) was een Zwitsers geoloog en pionier in de ontwikkelingssamenwerking.

## Levensloop
Hagen studeerde in 1941 af als ingenieur-geoloog aan de ETHZ. In 1943 promoveerde hij aan dezelfde universiteit met een studie naar de geologie van de Walliser Alpen. Daarna werkte hij bij het geodetisch instituut van de ETHZ. In die hoedanigheid nam hij in 1950 deel aan een ontwikkelingshulpmissie naar Nepal. De expeditie was de eerste groep Europeanen die op uitnodiging van de Nepalese maharadja (koning) het land bezoeken kon.
Hagen werd in 1952 door de Nepalese maharadja en de VN aangesteld om de geologie van Nepal te onderzoeken. Doel was de bodemschatten van het land beter in kaart te brengen, onder andere door gebruik te maken van luchtfoto's. Dankzij zijn uitzonderingspositie kon Hagen ook afgelegen, voor buitenlanders normaal verboden gebieden bezoeken. Hij trok meer dan 14.000 km door de Nepalese wildernis voor zijn karteerwerk, verzamelde daarbij gesteentemonsters en maakte uniek filmmateriaal van de lokale bevolking. Aanvankelijk was dit filmmateriaal geluidsloos, later sprak hij het zelf met Engels commentaar in. Hagen schreef ook diverse boeken over Nepal.
Toen er in de jaren '50 een stroom Tibetaanse vluchtelingen naar Nepal ontstond als gevolg van de onderwerping van Tibet door het Chinese Volksbevrijdingsleger in 1951 en het neerslaan van de Tibetaanse opstand van 1959, gebruikte Hagen zijn invloed bij de Nepalese koning om de opname van deze vluchtelingen in Nepal mogelijk te maken. In 1960 en 1961 was hij de belangrijkste vertegenwoordiger van het Internationale Rode Kruis voor de vestiging van Tibetaanse vluchtelingen in Nepal. Ook in zijn moederland Zwitserland zette hij zich in voor de opname van Tibetaanse vluchtelingen daar. Hij was verantwoordelijk voor de opname van tussen de 1000 en 1500 Tibetaanse vluchtelingen in Zwitserland. Met zijn werk won hij de vriendschap van de veertiende Dalai Lama, de hoogste geestelijke leider van Tibet, die in 1959 naar India gevlucht was.
Tussen 1966 en 1971 werkte Hagen als ontwikkelingswerker voor de VN, met name voor het UNDP. Hij bezocht daarbij rampgebieden over de hele wereld, met name in Afrika, het Midden-Oosten en Azië. Als organisator van hulpexpedities naar de Himalaya, het oosten van Afrika en In 1972 verwisselde hij dit werk voor een leerstoel in de ontwikkelings- en noodhulp aan de ETHZ. Hij bleef freelance actief als adviseur van diverse organisaties voor ontwikkelingssamenwerking.
Hagen ontving in 1980 een eredoctoraat van de universiteit van Basel. In dezelfde periode stichtte hij de Toni Hagen Foundation, die zich heeft ingezet voor democratische vernieuwing en vreedzame verhoudingen tussen de verschillende etnische groepen in Nepal. Tussen 1999 en 2002 maakte Hagen de autobiografische film Der Ring des Buddha over zijn ervaringen met Tibetaanse vluchtelingen, waarin hij veel origineel filmmateriaal uit de jaren 60 verwerkte. Hij stierf begin 2003, een aantal maanden nadat deze film was uitgebracht.

## Publicatielijst
- (de) Hagen, T., 1948 (dissertatie): Geologie des Mont Dolin und des Nordrandes der Dent Blanche-Decke zwischen Mont Blanc de Cheilon und Ferpècle (Wallis), Bern, Kümmerly & Frey.
- (de) Hagen, T., 1980: Nepal: Königreich am Himalaya, Bern, Kümmerly und Frey, ISBN 3-259-08121-6.
- (de) Hagen, T., 1988: Wege und Irrwege der Entwicklungshilfe: das Experimentieren an der Dritten Welt. Zürich, Verlag Neue Zürcher Zeitung, ISBN 3-85823-167-3.
- (de) Hagen, T., 1992: Brücken bauen zur Dritten Welt: Erinnerungen an Nepal 1950-1992, Sankt Augustin, Academia Verlag, ISBN 3-88345-374-9.

- Bibsys: 2065031
- CiNii: DA01031440
- Gemeinsame Normdatei: 1036336069
- International Standard Name Identifier: 0000 0001 1003 0172
- Library of Congress Control Number: n88170481
- Bibliotheek van het Japanse parlement: 00467781
- Nationale Bibliotheek van Tsjechië: xx0122837
- Nationale Bibliotheek van Israël: 987007601341205171
- Nederlandse Thesaurus van Auteursnamen: 07037645X
- Système universitaire de documentation: 083764569
- Virtual International Authority File: 108705636
- WorldCat: E39PCjCxT8QK97PBmKgPwDxPpK